# Montgaudry
Montgaudry é uma comuna francesa na região administrativa da Normandia, no departamento Orne. Estende-se por uma área de 11,4 km². Em 2010 a comuna tinha 79 habitantes (densidade: 6,9 hab./km²).